# Пригодницька point-and-click відеогра
Пригодницькі point-and-click відеоігри — це ті, де гравець, як правило, керує своїм персонажем через інтерфейс «наведення та натискання» за допомогою комп'ютерної миші або подібного вказівного пристрою, хоча можуть бути також доступні додаткові схеми управління. Гравець клацає, щоб перемістити свого персонажа, взаємодіяти з персонажами, які не грають, часто ініціюючи з ними розмови, вивчаючи об'єкти в налаштуваннях гри або з інвентарем предметів їх персонажа. Багато старих ігор цього жанру містять перелік екранних дієслів для опису конкретних дій в текстовій пригоді, але нові ігри використовували більш контекстно-залежні елементи інтерфейсу користувача, щоб зменшити або усунути цей підхід. Часто ці ігри зводяться до збору предметів для інвентарю персонажа та з'ясування того, де саме потрібний час для використання цього предмета; гравцеві потрібно буде використовувати підказки із візуальних елементів гри, описи різних предметів та діалог з іншими персонажами, щоб це зрозуміти. Пізніші ігри, розроблені компанією Sierra On-Line, включаючи ігри King's Quest, і майже всі пригодницькі ігри LucasArts, — це ігри, що належать цьому жанру.

## Історія і використання
Інтерфейс point-and-click набув широкого використання у комп'ютерних іграх починаючи із 1980-х років коли вже з'явилися домашні комп'ютери (Amiga, Atari ST, IBM PC, Macintosh), що вже підтримували віконний інтерфейс у своїх операційних системах. Першими технологію point-and-click використовували розробники адвенчурів як найбільш зручний спосіб взаємодії користувача із ігровим світом. Цей метод викликав невеличку революцію у цьому жанрі — відбувся перехід гри від першої особи до третьої, а головний герой став обособленим персонажем, частиною ігрового світу.
У інших жанрах point-and-click набув обмеженого розповсюдження. Найбільш активно він використовується у рольових іграх (наприклад, серія Diablo), у деяких логічних іграх (Lemmings), а також у деяких хоррорах (Five Nights at Freddy's).
Також point-and-click є окремим жанром у популярних останнім часом браузерних флеш-іграх, де гравцю для просування сюжетом потрібно у правильній послідовності задіяти активні елементи кожної локації, використовуючи для цього курсор комп'ютерної миші. Часто такі активні елементи тим чи іншим чином виокремлені або «підсвічені», що значно спрощує завдання гравця, відносячи гру до категорії так званих графічних пригод або інтерактивних історій (наприклад, Little-wheel або The First Hero).